# Mario Tennis Open
Mario Tennis Open (マリオテニス オープン, Mario Tenisu Ōpun) és un joc de la sèrie Mario Tennis per a la Nintendo 3DS anunciat per primera vegada en la Nintendo 3DS Conference 2011. Es van revelar molts més detalls al Nintendo Direct del 22 de febrer de 2012.
Mario Tennis Open recupera els controls dels títols anteriors, però s'hi afegeix el sensor de gir i la pantalla tàctil de la consola 3DS. A més es poden controlar els Miis (vestint-los amb més de 200 articles), jugar a minijocs, connectar-se online per competir i desbloquejar personatges amb codis QR.
Mario Tennis Open va sortir a la venda i en descàrrega primer als EUA el 20 de maig de 2012, al Japó i a Austràlia i Nova Zelanda el dia 24 del mateix mes, a Europa el 25. Només de forma física, va sortir també el 12 d'abril de 2013 a Hong Kong i el 18 a Corea del Sud.

## Jugabilitat

Una imatge d'una competició en la pista Bowser's Castle 2 contra 2, sent en Mario i Peach com un equip i Bowser i Bowser Jr. com l'altre. A la pantalla tàctil es poden veure els tirs que pot fer en Mario

Una nova característica de la jugabilitat de Mario Tennis Open és que recupera els botons i els controls dels antics jocs Mario Tennis, utilitzant els botons de 3DS durant el mode d'un jugador o multijugador. Els jugadors poden triar l'atac que volen fer durant la partida amb les possibilitats que ofereix la pantalla tàctil. També hi ha la novetat de la consola 3DS d'utilitzar el sensor de gir i el de moviment que es pot activar i desactivar en qualsevol moment.
El joc també conté minijocs, com ara 'Super Mario Tennis', on el jugador ha de colpejar als enemics amb pilotes de tennis en un nivell de Super Mario Bros.. La resta de minijocs són 'Tirada d'arcs' (Ring Shot), 'Confrontació amb tinta' (Ink Showdown) i el 'Piloteig Galàctic' (Galaxy Rally).
Mario Tennis Open també és compatible amb el mode StreetPass on es poden fer competicions, el mateix que el Mode Online (que és una novetat per a la sèrie), però a més a més tindrà un rànking de jugadors mundial. També es pot jugar amb els Miis creats amb el sistema, que es poden comprar articles que varien les seves capacitats a la botiga d'ítems.

### Personatges jugables
Mario Tennis Open té 17 personatges jugables (incloent-hi els Miis, i 4 d'aquests s'aconsegueixen completant el nivell 3 de diferents minijocs. Els Yoshis multicolors i el Metal Mario es poden aconseguir mitjançant QR Codes. Excepte Mario, Luigi, Peach i Bowser, tots els altres personatges que seran controlables al joc, es van confirmar durant la Nintendo Direct del 22 de febrer de 2012. Els poders de cadascú inclosos els nous personatges confirmats es van revelar en la Nintendo Direct del 21 d'abril de 2012. Els desbloquejables amb QR Codes van començar a revelar-se el maig del mateix any.
- Mario (general)
- Luigi (general)
- Princesa Peach (tècnica)
- Bowser (poder)
- Mii (personalitzat)[11]
- Princesa Daisy (tècnica)[11]
- Wario (poder)[11]
- Waluigi (defensa)[11]
- Yoshi (velocitat)[11]
- Donkey Kong (poder)[11]
- Diddy Kong (velocitat)[11]
- Bowser Jr. (difícil)[11]
- Boo (difícil)[11]

#### Desbloquejables
Els següents personatges es poden desbloquejar completant diferents minijocs. En total són 4.
- Bebè Mario (velocitat)[14] (completa el món 1-3 del minijoc Super Mario Tennis)[15]
- Bebè Peach (difícil)[16] (completa el desafiament professional d'anells (500 punts en 3 minuts) en el minijoc Ring Shot)[15]
- Luma (tècnica)[16] (completa el desafiament Superstar del minijoc Galaxy Rally)[15]
- Bowser sec (defensa)[17] (completa el desafiament Inksplosion al minijoc Ink Showdown)[15]

##### Mitjançant QR Codes
Els següents personatges només poden estar desbloquejats per QR Codes. Tots són Yoshis de diferents colors (excepte Metal Mario, revelat després del llançament del joc encara que ja estava inclòs en el joc) i en total són 8.
- Yoshi Blau (velocitat)[18]
- Yoshi Blau Brillant (velocitat)[19]
- Yoshi Groc (poder)[20]
- Yoshi Vermell (tècnica)[21]
- Yoshi Rosa (tècnica)[21]
- Yoshi Negre (general)[22]
- Yoshi Blanc (difícil)[23]
- Metal Mario (poder)[24]

##### Recerca de Yoshis
Al Regne Unit, el Yoshi Hunt (recerca de Yoshis) s'està establint en 30 botigues participants de ASDA, EB Games i botigues JB Hi-Fi (els dols últims a Austràlia i Nova Zelanda). Aquest esdeveniment especial permetrà als consumidors escanejar el codi QR a través del joc per desbloquejar certs Yoshis de colors.
Actualment ja es poden trobar tots els personatges amb QR Code (excepte Metal Mario, que només és a la regió PAL) a tot el món.

### Personatges no jugables
- Lakitu
- Toads
- Piantas
- Nokis
- Goombas
- Mecha-Koopas
- Pingüins
- Shy Guys
- Koopa Troopas
- Planta Piranya tira-tinta

### Modes
- El Mode Torneig (Tournament) és molt similar als modes torneig dels anteriors jocs, però s'hi afegeixen dos copes i s'organitzen diferent. Els jugadors que es controlen es tornen tenistes estrella en guanyar les 4 copes, i es pot aconseguir això al superar la Copa Especial. Guanyar l'última copa, la Campió obre a la dificultat Pro, que és més difícil que la dificultat Expert, mentres que la Copa Final obre la difícil: la d'as. Una vegada el jugador ha desbloquejat una copa o més, pot jugar la copa en qualsevol moment i amb qualsevol personatge.
- El Mode Exhibició (Exhibition) és com un mode versus. Els jugadors poden triar entre una partida individual o doble. Després d'això, es pot triar el personatge i els seus oponents i si prémer el botó L o R per donar als personatges un domini esquerrà o un rang d'estrella, respectivament, si ho desitgen. La dificultat de la CPU de l'oponent també es pot triar: Principiant, Intermedi, Expert, Pro i Ace (Pro i Ace desbloqueables). Després d'això, els jugadors poden triar qualsevol pista que tenen actualment, i llavors es pot determinar els jocs i sèries. Després d'això, el partit comença. Els Change Shots no s'apaguen, a diferència dels Power Shots anteriors.

Imatge d'en Mario tirant al mural de Super Mario Bros. al món 1-1 en el minijoc Super Mario Tennis

- Els Jocs Especial o Mode Especial (Special Games) són uns minijocs que, com el seu nom indica, tenen diferents regles i objectius que els del joc en general. En total són 4, i són els següents:
  - Super Mario Tennis: Consisteix a fer tirs a un mural del joc Super Mario Bros. de NES, així vas guanyant monedes i punts (depèn d'on hagi xocat la pilota) si xoques amb un element del mural. Això es va movent encara que no facis cap tir i té fins a 4 nivells.[13]
  - Ring Shot (tirada d'arcs): El minijoc es basa en fer tirs a uns arcs que hi ha enmig de la pista, així es van guanyant punts Ring (Ring Points).[13]
  - Ink Showdown (confrontació amb tinta): Es basa en competir contra el teu oponent però als fons hi ha unes plantes piranya negres, que et poden tirar o tinta negra que tapa la pantalla o un tir sense pilota.[13]
  - Galaxy Rally (piloteig galàctic): Es basa en competir contra el teu oponent però en una pista galàctica especial on els quadrats de la pista, alternativament, van movent-se, com si es tractés d'un trencaclosques. En la pista també hi ha marcadors d'estrella (Star Markers), que si tires la pilota allí et donen monedes, i després apareixen com unes campanes que donen menys monedes.[13]

### Copes
Mario Tennis Open inclou 8 copes, i cada pista predeterminada de cada copa són les següents. Les següents copes són de la part World Open (Open Mundial):
- Copa Xampinyó: Mushroom Valley (pista "de xampinyó")[25]
- Copa Flor: Wario Dunes (pista de sorra)[25]
- Copa Plàtan: DK Jungle (pista "de fusta")[25]
- Copa Campió: Mario Stadium (pista dura, pista d'herba i terra batuda)[25]

I les següents són de la part Star Open (Open Estrella):
- Copa Xampinyó 1-UP: Peach's Palace (pista "estora")[25]
- Copa Flor de Gel: Penguin Iceberg (pista de neu)[25]
- Copa Closca: Bowser's Castle (pista de pedra)[25]
- Copa Final: Galaxy Arena (pista galàctica i de vidre) (pista desbloquejable)[25]

## Desenvolupament
El joc s'anuncià oficialment la Nintendo 3DS Conference 2011 junt amb informació d'altres jocs de 3DS. A la TGS 2011 també hi va tenir aparició, i fins al Nintendo Direct que no es va revelar la data de llançament, caràtula, tràiler i imatges sobre el joc.
El 6 d'abril de 2012 es van confirmar moltíssims detalls del joc (incloent un tràiler i moltes imatges), concretament es va confirmar el Mode Especial. El 19 d'abril es va revelar la data australiana. En el Nintendo Direct del 21 d'abril, s'ensenya un vídeo de tota la jugabilitat del joc. A princips de maig s'anuncien nous detalls sobre Mario Tennis Open: desbloqueig amb QR Codes, Bebè Mario, StreetPass... El joc va sortir a Hong Kong el dia 11 d'abril de 2013 i a Corea del Sud el 18.
Nintendo ha organitzat diverses competicions arreu del món (tornejos, recerca de Yoshis, etc.) d'ençà que el joc es va llançar al mercat als Estats Units, Europa, Japó i Austràlia.
El 18 d'octubre de 2012 va sortir al Japó una versió descarregable del joc a l'eShop, igual que Super Mario 3D Land o Mario Kart 7. L'1 de novembre va sortir al Japó i al 20 de novembre als Estats Units.

El joc va rellançar-se el 16 d'octubre de 2015 a Europa amb preus rebaixats sota la línia "Nintendo Selects".

## Recepció
Mario Tennis Open ja ha rebut crítiques positives mixtes des del seu llançament als EUA, amb la puntuació de 69,54% de GameRankings i 70% en Metacritic. Nintendo Power ha puntuat el joc amb un 7.0 de 10.0 en el seu número de Maig 2012.
GamesRadar l'ha puntuat amb un 6 de 10 i Nintendo World Report amb un 7.5 de 10. Les puntuacions més baixes són d'IGN i GameSpot, que li havia donat una puntuació de 6.5 de 10 qualificant-lo amb un "Bé", i una de 5,5 de 10 respectivament. Electronic Gaming Monthly l'ha puntuat amb un 7.0, Eurogamer amb un 7 de 10, GamesRadar amb un 6 de 10, GameTrailers amb un 8.1 de 10 i la Revista Oficial Nintendo espanyola amb una puntuació de 91 punts. La Official Nintendo Magazine del Regne Unit l'ha puntuat amb un 80.
Gaming Bus ha guardonat el joc amb una B, enumerant com a professionals de la perspectiva de treball fix tan bé com en altres jocs, la inclusió de les capacitats del giroscopi en ser agradable per als jocs curts, moltes opcions sobre com jugar el joc, que els mini-jocs funcionen bé en gran part, l'àmplia varietat de personalització delsMii, un munt de mètodes de desbloqueig, multijugador i gràfics atractius i música. No obstant això, l'estudi també diu que es nota una caiguda important en el joc de la freqüència relativa dels trets a l'atzar, indicant que probablement estigui vençut, que té l'estratègia del joc. Altres inconvenients esmentats van ser que el sensor giroscòpic s'estranya més en els jocs, no existeix un control molt bo sobre l'angle dels trets que el jugador pot prendre, no hi ha prou formes de guanyar monedes per al club, i ha de ser bo tenir la Battle Mode al punt que els jocs anteriors han tingut.